# Cryptothelea ignobilis
Cryptothelea ignobilis är en fjärilsart som beskrevs av Walker 1869. Cryptothelea ignobilis ingår i släktet Cryptothelea och familjen säckspinnare. Inga underarter finns listade i Catalogue of Life.